# Гуано Ейпс
„Гуано Ейпс“ (Guano Apes) е създадена в Гьотинген, провинция Долна Саксония, Германия от китариста Хенинг Рюменап, басиста Щефан Уде и барабаниста Денис Пошвата през 1990 г.

## История
В началото свирели хардкор музика, като наблягали на инструментала. Всеки от членовете на групата се опитвал да пее, но резултатът не бил особено добър. Опитвайки се да реши този проблем Денис се свързал с приятел, който познавал момиче със страхотен глас (Сандра Насич), която умело комбинирала нежен глас и мощни викове. Тя се присъединила към групата през 1994. Успешната им кариера започнала през 1996 със спечелването конкурса „Local heroes“ на VIVA TV с песента „Open Your Eyes“. Това е и първият им най-успешен сингъл. Следва и издаването на дебютния им албум Proud Like a God (1997). Два албума #1, Don't Give Me Names и Walking on a Thin Line, последвали през 2000 и 2003.
Групата се разпада в самото начало на 2005, като преди това издава и последният си албум – „Planet of the apes“ двойно CD с най-доброто от годините.

## Членове
- Сандра Насич – вокали
- Хенинг Рюменап – китара
- Щефан Уде – бас китара
- Денис Пошвата – барабани

- Сандра Насич
- Хенинг Рюменап
- Щеван Уде

## Дискография

### Албуми
- Proud Like a God (1997)
- Don't Give Me Names (2000)
- Walking on a Thin Line (2003)
- Planet of the Apes (best of), (2004)
- Bel Air (2011)
- Offline (2011)

### Live албуми
- Live, 25 ноември 2003

### Kомпилации
- Planet of the Apes,29 ноември 2004
- Lost (T)apes, 4 декември 2006

### Сингли
- Open Your Eyes (1997)
- Rain (1998)
- „Lords of the Boards“ (1998)
- "Don't You Turn Your Back on Me „ (1999)
- “Big in Japan" (2000)
- „No Speech“ (2000)
- „Living in a Lie“ (2000)
- „Dodel Up“ (2001)
- „Kumba Yo!“ (съвместно с Michael Mittermeier) (2001)
- „You Can't Stop Me“ (2003)
- „Pretty in Scarlet“ (2003)
- „Quietly“ (2003)
- „Break the Line“ (2004)
- „Oh What a Night“ (2011)

### Музикални клипове
- Open Your Eyes, 1997
- Rain, 1998
- Lords Of The Boards, 1998
- Don't You Turn Your Back On Me, 1999
- Big In Japan, 2000
- No Speech, 2000
- Living In A Lie, 2000
- I Want It, 2000
- Kumba Yo!, 2001
- Dödel Up, 2001
- Pretty In Scarlet, 2003
- You Can't Stop Me, 2003
- Quietly, 2003
- Sing That Song, 2003
- Sugar Skin, 2004
- Break The Line, 2004
- Oh What A Night, 2011
- Sunday Lover, 2011
- This Time, 2011
- When the Ships Arrive, 2012
- Close To The Sun, 2014

## Награди
- Comet за Proud Like A God
- ECHO за Proud Like A God и  Don't Give Me Names
- MTV Music Award (2001)
- Eins Live Krone за Guano Apes като най-добра група и Сандра Насич като най-добър вокалист